# 沓尤曼站
沓尤曼站位在馬尼拉聖克魯斯區，屬於馬尼拉輕軌1號線的車站，於1985年5月12日正式啟用。該車站處於黎剎大道和沓尤曼街路口，站體坐落黎剎大道而橫跨沓尤曼街。

## 周邊設施
車站東邊可通往SM城市聖拉薩羅館（SM City San Lazaro）、埃斯皮里圖桑托總教區朝聖地、埃斯皮里圖桑托教區學校和沓尤曼中心，西邊則緊鄰菲律賓衛生部、何塞·R·雷耶斯紀念醫療中心及聖拉薩羅醫院等醫療衛生機構。

## 車站結構
| 3樓  | 側式月台，車門由右側開啟 | 側式月台，車門由右側開啟                                                                   |
| 3樓  | A月台                    | ← 1號線 小費爾南多·波因方向                                                                |
| 3樓  | B月台                    | → 1號線 桑托斯博士方向 →                                                                   |
| 3樓  | 側式月台，車門由右側開啟 |                                                                                            |
| 2樓  | 車站大廳                 | 驗票閘門、售票亭、車站控制、商店、沓尤曼中心                                               |
| 地面 | 街區                     | 埃斯皮里圖桑托總教區朝聖地、埃斯皮里圖桑托教區學校、聖拉薩羅醫院、菲律賓衛生部、沓尤曼中心 |